# Atlanta Chiefs
Atlanta Chiefs fue un club de fútbol de Estados Unidos con sede en Atlanta, Georgia. Fue fundado en 1967 y jugaban en ese mismo año en la National Professional Soccer League y en la North American Soccer League desde 1968 a 1973 en su desaparición y volvieron a jugar en la misma liga en 1979 hasta su desaparición en 1981.
Atlanta Chiefs ganaron el campeonato de NASL en su primer año de existencia en 1968 después de competir en la National Professional Soccer League, una de las dos ligas que se combinaron para crear el NASL, el año anterior.

## Trayectoria

### National Professional Soccer League (NPSL)
| Temporada | PJ | PG | PE | PP | GF | GC | DIF | PTS | Posición             | Postemporada |
| --------- | -- | -- | -- | -- | -- | -- | --- | --- | -------------------- | ------------ |
| 1967      | 31 | 10 | 9  | 12 | 51 | 46 | +5  | 135 | 4º División del Este | -            |

### North American Soccer League (NASL)
| Año  | Récord | Finalizó Temporada Regular                 | Playoffs         |
| ---- | ------ | ------------------------------------------ | ---------------- |
| 1968 | 18-6-7 | 1.ª División del Atlántico                 | Campeón          |
| 1969 | 11-3-2 | 4º                                         | Sin Postemporada |
| 1970 | 11-5-8 | 2º División del Sur                        | No Clasificó     |
| 1971 | 12-5-7 | 1º División del Sur                        | Subcampeón       |
| 1972 | 5-3-6  | 3.ª División del Sur                       | No Clasificó     |
| 1973 | 3-7-9  | 3.ª División del Sur                       | No Clasificó     |
| 1979 | 12-18  | 4.ª Division Central, Conferencia Nacional | No Clasificó     |
| 1980 | 7-25   | 4º, Division Central, Conferencia Nacional | No Clasificó     |
| 1981 | 17-15  | 1º División del Sur                        | Primera Ronda    |

### NASLIndoor
| Temporada | Récord | Posición             | Playoffs            |
| --------- | ------ | -------------------- | ------------------- |
| 1979-80   | 10–2   | 1º División del Este | Finales de división |
| 1980-81   | 13–5   | 1º División del Este | Semifinales         |

## Palmarés

### Torneos nacionales
- North American Soccer League (1): 1968.
- Campeonatos de División (5):
  - División del Sur (2): 1971, 1981
  - División del Atlántico (1): 1968.
  - División del Este (Indoor) (2): 1979-80, 1980-81.

## Jugadores notables
| - Jeff Bourne (1979–80) - George Nanchoff (1979–80) - Louis Nanchoff (1979–80) - Everald Cummings (1967–70) - Delroy Scott (1967-70) | - Paul Child (1972, 1980–81) - Henry Largie (1967, 1969-72) - Walker McCall (1980) - Peter McParland (1967-68) - Kaizer Motaung (1968–71) | - Colin Waldron (1979) - Art Welch (1970-73) - Tony Whelan (1980–81) - Phil Woosnam (1967-68) |

## Entrenadores

### Cronología de los entrenadores
- Phil Woosnam (1967-1968)
- Vic Rouse (1969-1972)
- Ken Bracewell (1973)
- Dan Wood (1979-1980)
- David Chadwick (1980-1981)

## Promedio de asistencia por año
| Año   | Asistencia |
| ----- | ---------- |
| 1967  | 6.961      |
| 1968  | 5.794      |
| 1969  | 3.371      |
| 1970  | 3.002      |
| 1971  | 4.275      |
| 1972  | 5.034      |
| 1973  | 3.317      |
| 1979  | 7.350      |
| 1980  | 4.884      |
| 1981  | 6.189      |
| Total | 5.018      |